# Ngada (lud)

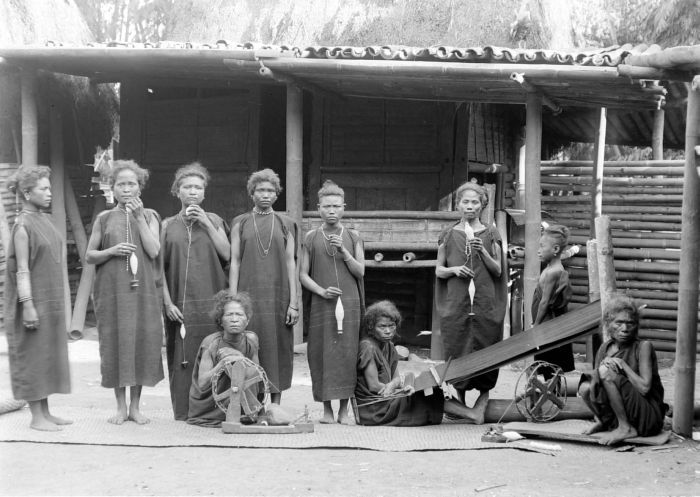
Kobiety Ngada

Ngada (Ngadha, Nad’a, Nga’da), także: Bajawa, Rokka – grupa etniczna z centralnej części wyspy Flores w prowincji Małe Wyspy Sundajskie Wschodnie w Indonezji. Populacja Ngada wynosi 60 tys. osób. Czasami są zaliczani do zespołu ludów bima-sumbajskich.
Są potomkami autochtonicznej ludności wyspy Flores. Mieszkańcy obszarów przybrzeżnych znajdowali się pod wpływem kulturowym Malajów, Bugisów i Makasarczyków. Wyznają przede wszystkim katolicyzm, przy czym ludność górska częściowo zachowuje wierzenia tradycyjne. Katolicyzm był szerzony przez misjonarzy, którzy rozpoczęli swoją działalność w latach 20. XX w.
Tradycyjnie zajmują się ręczną uprawą roli w systemie żarowym (ryż, kukurydza, proso, uprawy towarowe – rośliny bobowate, dynia, orzech ziemny, warzywa, przyprawy). Łowiectwo i zbieractwo odgrywają rolę pomocniczą. Pewne znaczenie ma też rybołówstwo (przybrzeżne morskie, rzeczne); hodowla zwierząt (bawoły, konie, trzoda chlewna, drób) jest praktykowana na niewielką skalę. Rozwinęło się rzemiosło, w tym plecionkarstwo, tkactwo, garncarstwo, a także obróbka metali. Żywność głównie roślinna, mięso spożywa się podczas świąt.
Ich rodzimy język to ngadha z wielkiej rodziny austronezyjskiej. Jest spokrewniony z pobliskimi językami wyspy Flores i okolic (m.in. nage-kéo, ende, li’o, palu’e – zob. języki centralnego Flores), a w dalszej kolejności z językiem manggarai. Od pocz. XX w. powstało szereg publikacji poświęconych temu regionowi. Wczesne szeroko zakrojone badania wśród Ngada prowadził misjonarz Paul Arndt, opisując ich język i kulturę.
Zamieszkują kabupaten (obszar administracyjny) Ngada. Jednakże terytorium to zamieszkiwane jest także przez inne grupy etniczne, co może prowadzić do nieporozumień. W ścisłym znaczeniu Ngada to ludność regionu Bajawa. Pobliskie społeczności (jak np. Riung, Rongga, Nage-Kéo i Palu’e) bywają rozpatrywane jako podgrupy Ngada bądź jako pokrewne grupy ludności. Publikacja Ensiklopedi Suku Bangsa di Indonesia (2015), która stosuje szerokie ujęcie terminu „Ngada”, szacuje ich populację na 155 tys. osób (na podstawie danych z 1975 roku).
Struktura społeczna Ngada właściwych opiera się na rodach matrylinearnych, co odróżnia ich od niektórych sąsiednich grup etnicznych.